# 61e parallèle sud
Pour les articles homonymes, voir 61e parallèle.
En géographie, le 61e parallèle sud est le parallèle joignant les points de la surface de la Terre dont la latitude est égale à 61° sud.

## Géographie

### Dimensions
Dans le système géodésique WGS 84, au niveau de 61° de latitude sud, un degré de longitude équivaut à 54,107 km ; la longueur totale du parallèle est donc de 19 479 km, soit environ 49 % de celle de l'équateur. Il en est distant de 6 765 km et du pôle Sud de 3 236 km,.

### Régions traversées
Le 61e parallèle sud ne coupe aucune terre émergée. Il passe cependant très légèrement au nord des îles Cornwallis et de l'Éléphant, dans l'archipel des Shetland du Sud. Au nord, la terre la plus proche est l'île Laurie, dans les Orcades du Sud (60° 43' S, à 32 km)